# 아우더르암스털

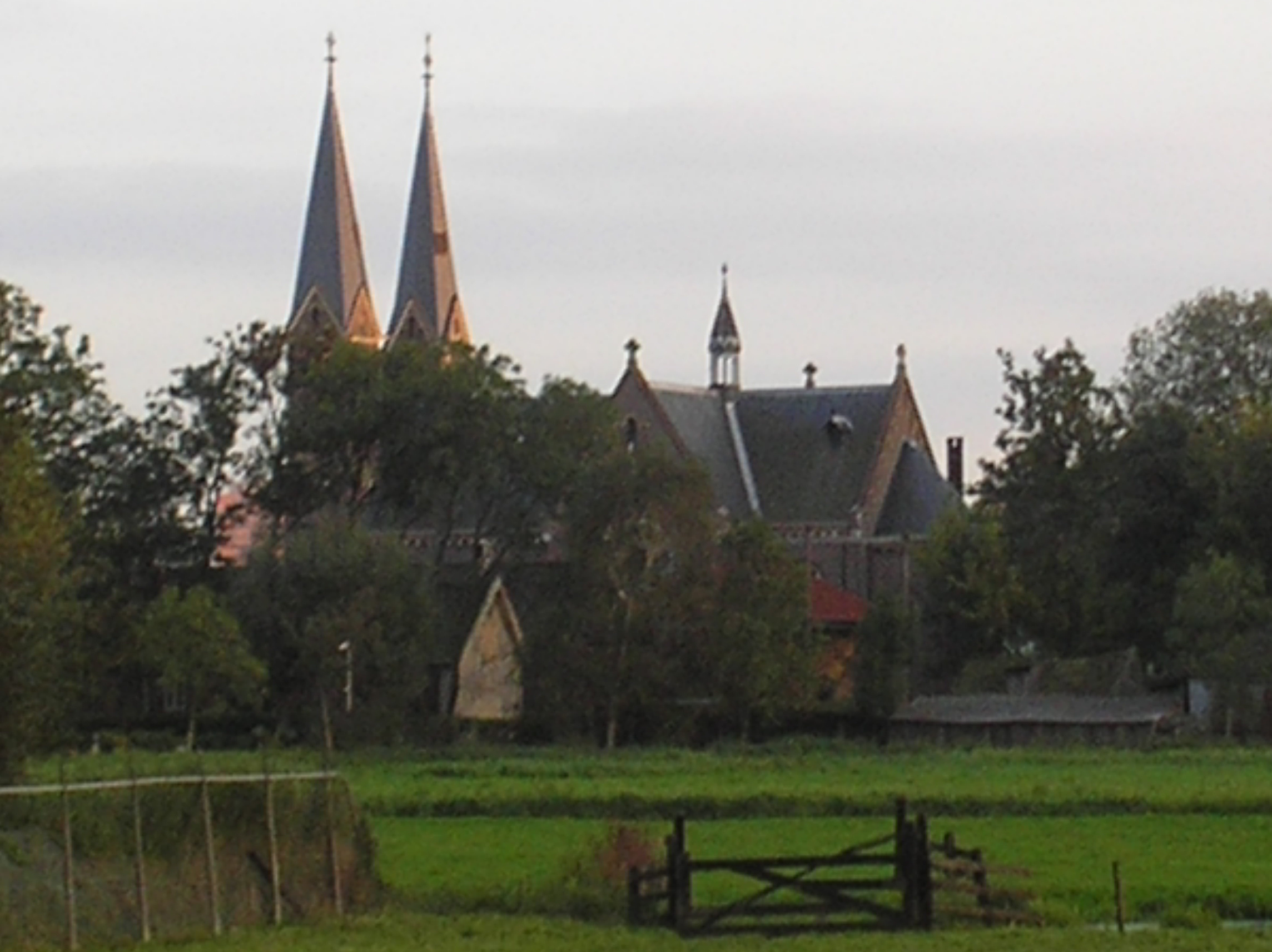
아우더르암스털

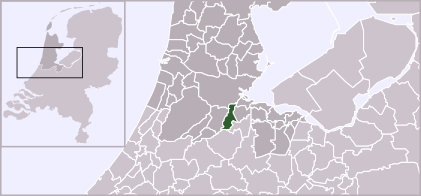
아우더르암스털의 위치

아우더르암스털(네덜란드어: Ouder-Amstel)은 네덜란드 노르트홀란트주의 도시로 면적은 25.78km2, 높이는 -1m, 인구는 13,273명(2014년 5월 기준), 인구 밀도는 550명/km2이다.

시기
시 문장